# Concert voor piano en blaasinstrumenten

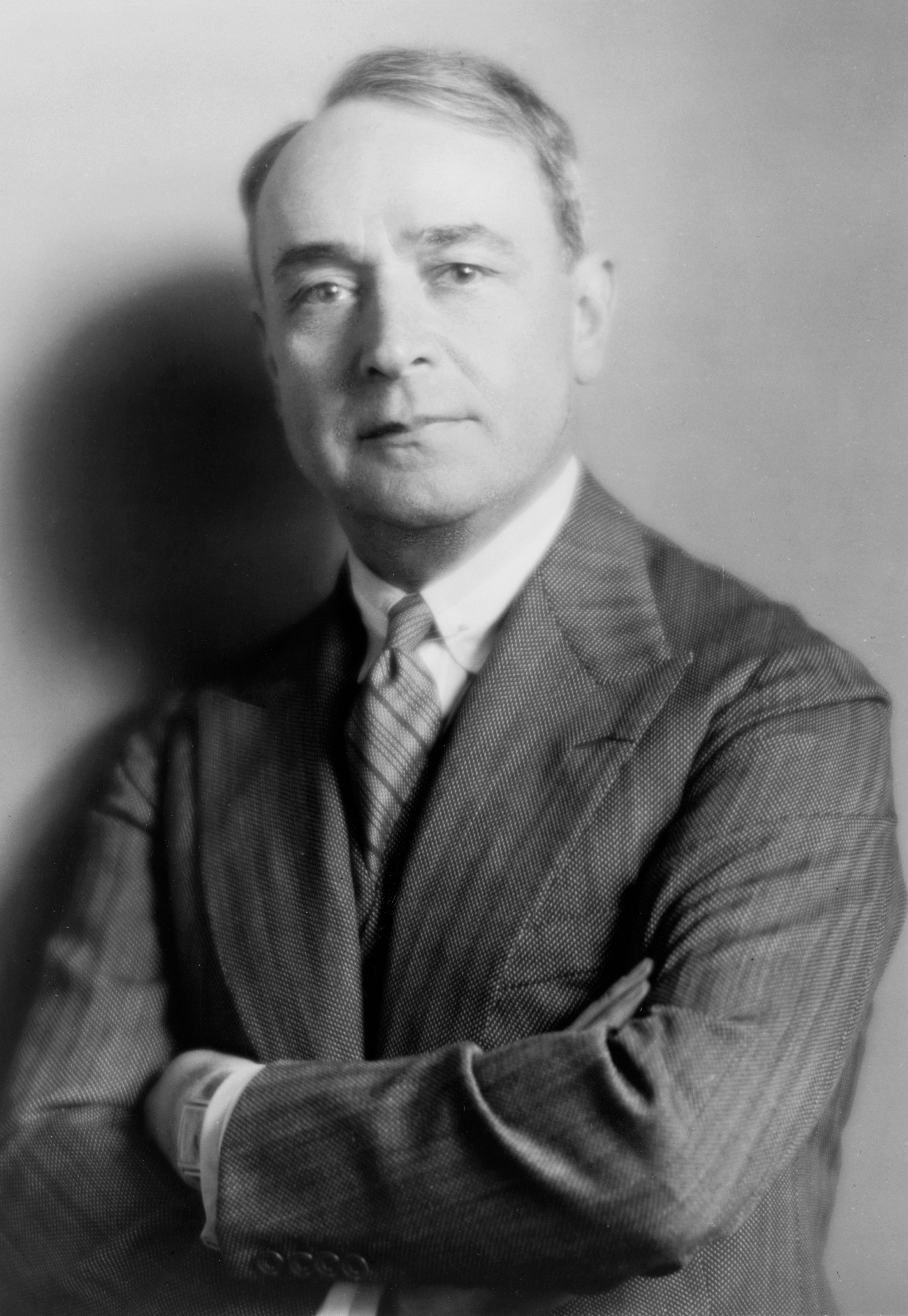
Serge Koussevitzky

Het Concert voor piano en blaasinstrumenten of Concert voor piano en blazers (W52) is een compositie van Igor Stravinsky, gecomponeerd in Biarritz van midden 1923 tot april 1924 (de orkestpartituur is gedateerd 21 april 1924). Het werk is opgedragen aan Nathalie Koussevitzky. De bewerking voor twee piano's door de componist werd eveneens in 1924 gepubliceerd. Het werk, met een speelduur van iets meer dan 20 minuten, werd voor het eerst publiekelijk uitgevoerd tijdens de Concerts Koussevitzky in de Parijse Opera op 22 mei 1924, met Serge Koussevitzky als dirigent en de componist als solist. Een week eerder kreeg het werk zijn première tijdens een privéuitvoering bij de Winnaretta Singer, beter bekend als de princesse de Polignac, waarbij Jean Wiéner de begeleiding op tweede piano speelde.

## Uitvoering en ontvangst
Het werk is vanaf het begin positief ontvangen, wat te maken zal hebben met de levendige, aansprekende sprankelende buitendelen die een meer gedragen middendeel omlijsten, hoewel het over het algemeen volgens Robert Craft 'een minder gelijkmatig interessant werk is'. Ernest Ansermet had de voorpremière bij De Polignac bijgewoond en hij vermeldde daarentegen dat hij het een belangrijk werk vond, bewonderenswaardig gespeeld door Stravinsky, een werk in de geest van het Octet, maar in een monumentalere stijl en à la Bach. Ansermet wilde ook dat Stravinsky het werk in Genève en Winterthur zou komen spelen; Stravinsky had al duidelijk gemaakt dat hij het exclusieve uitvoeringsrecht voor de eerste vijf jaar zelf wilde houden. Het werk zou door Stravinsky's eigen uitvoering gedurende de vijf jaar na componeren zijn bekendste nieuwe werk zijn in de jaren twintig van de 20e eeuw.
Koussevitzky stelde Stravinsky voor het concert zelf te spelen; na twijfels over zijn eigen techniek en tijd om te oefenen en repeteren, stemde Stravinsky met dit plan in. Stravinsky ging études van Carl Czerny studeren om zijn techniek op te frissen en hij nam pianolessen bij Isidore Philipp.
Stravinsky heeft het concert vaak daarna zelf uitgevoerd. Tijdens de eerste uitvoering moest Koussevitzky hem wel de eerste noten van het Largo voorzingen, omdat de componist-solist niet meer wist hoe hij verder moest. "Wie Stravinsky speelt, kan het moeilijk zonder partituur stellen" stellen Andriessen en Schönberger, de muziek van Stravinsky staat op gespannen voet met het geheugen, en voegen daaraan toe dat uitvoeringen van het pianoconcert waarbij de partituur half-verstopt in de vleugel ligt, niet tot de uitzonderingen behoren.
Stravinsky voerde het Pianoconcert tussen 1924 en 1929 meer dan veertig keer. Stravinsky voerde het werk ook uit met de New York Philharmonic op 5 en 6 februari 1924 in New York onder leiding van Willem Mengelberg. Later voerde hij het werk weer met Mengelberg uit in Rotterdam en Amsterdam in 1926.

## Compositie
Het werk heeft drie delen:
- I. Largo – Allegro
- II. Largo
- III. Allegro

Het schrijven van de pianobewerkingen van de Trois Mouvements de Petrouchka voor Arthur Rubinstein en de bewerking van Les Noces deden Stravinsky besluiten een pianoconcert voor de Koussevitzky-concerten in Parijs te componeren. Uitgangspunt daarbij was dat hij in de Symphonies d'instruments à vent, Mavra en het Octet alle strijkers had weggelaten, de bassen uitgezonderd. In de Piano Rag Music, de Trois Mouvements de Petrouchka en Les Noces wordt de piano voornamelijk gebruikt als een slagwerkinstrument. In het Concert voor piano en blazers paste Stravinsky dit principe, in het eerste en laatste deel, eveneens toe. Hij zei er zelf over dat "het korte, heldere danskarakter van de Toccata, veroorzaakt door de percussie van de piano, leidde tot het idee dat een ensemble van blazers beter bij de piano zou passen dan een andere combinatie. Als contrast voor het slagwerk van de piano houden de blazers de pianoklanken zowel aan en geven zij het menselijke element van ademhaling".
- Het eerste deel (Largo – Allegro) opent met een gepuncteerde 18e-eeuws-achtige ouverture leidt naar een sonate allegro die zowel verwijst naar 18e-eeuwse conventies als naar rag-ritmes en jazz[10] (vaag doet de opening zelfs nu en dan denken aan de langzame begrafenismarsen uit New Orleans). Het toccata-achtige thema van de piano wordt door het orkest overgenomen; er is dus niet een contrast tussen het melodisch materiaal van de piano en het orkest, maar het contrast tussen het geluid van de piano als slagwerkinstrument en het geluid van de blazers. Een sterke slag en syncopatie bepalen het eerste deel.[11]
- Het tweede deel (Largo) begint met een plechtig thema gespeeld door de piano dat door het gehele orkest vol wordt overgenomen.
- Het slotdeel (Allegro) is een toccata, waarin vele muzikale elementen zijn opgenomen: fugato delen, marsen, Carl Czerny-achtige studies (toepassing van het voorbereidende oefenmateriaal; zie uitvoering en ontvangst hierboven) en jazzy delen zoals een soft shoe shuffle[10]. Evenals in het eerste deel gaat het in dit deel, in tegenstelling tot de 'klassieke strijd' tussen solist en orkest, om articulatie, ritmische precisie en ritmisch spel met het orkest, accentuering en – vooral veel - humor.

Stravinsky's pianoconcert is geschreven in zijn zogenaamde neo-klassieke fase. Andriessen en Schönberger merken hierbij op dat alle 'naaimachine-neoclassicisten' schreven à la Bach, maar Stravinsky schreef Stravinsky's Bach: hij bedenkt een eigen stijl, hij actualiseert. Het Pianoconcert begint als nog een orkestsuite à la Bach, maar vanaf de eerste maat wordt het muzikale onderwerp bespeeld. Stravinsky's ritme is, zo stellen zij, de authentieke interpretatie van het rubato van de 'geleende tijd' in de barokmuziek. Alles wordt vanuit de zware tel gedacht, maar de tel zelf wordt geïnegaliseerd: zwaar wordt licht en licht blijkt (soms na een paar tellen) zwaar te zijn. Het Pianoconcert is in de plaats antimotorisch.

## Opnames
Stravinsky maakte van het eerste deel een opname op pianola-rol; de laatste opname van het concert waarbij hij was betrokken was de opname in de serie 'Stravinsky conducts Stravinsky' die door CBS werd uitgebracht. Hij had het werk, evenals het Capriccio voor piano en orkest, vaak zelf uitgevoerd en kende het daardoor ook vanuit een andere dimensie – als uitvoerend solist - uitstekend. Stravinsky was voor de CBS-opname allerminst gecharmeerd van de keuze voor de solist, de – eveneens bij CBS gecontracteerde – Franse pianist Philippe Entremont. Pijnlijk is te horen hoe Stravinsky tijdens opnames van de repetities Entremont het ritme probeert bij te brengen en geïrriteerd reageert wanneer dit weer niet goed is. Voor de opname van het Capriccio met Entremont weigerde hij zelfs aanwezig te zijn, hoewel de plaatopname wel de 'muzikale supervisie' van de componist vermeldt – Robert Craft dirigeerde het orkest in dat werk.

## Oeuvre
Zie het Oeuvre van Igor Stravinsky voor een volledig overzicht van het werk van Stravinsky.

## Geselecteerde discografie
- Philippe Entremont, piano, Columbia Symphony Orchestra o.l.v. Igor Stravinsky (met de Movements for Piano and Orchestra met Charles Rosen, piano en het Vioolconcert met Isaac Stern, viool; het Capriccio met Entremont o.l.v. Robert Craft)( Sony SMK 46295)
- Michel Béroff, piano, Orchestre de Paris o.l.v. Seiji Ozawa (onderdeel van de (bijna) complete opname van de werken voor piano)(EMI Classics 2CDs, 7243 5 86073 2)
- Paul Crossley, piano, London Sinfonietta o.l.v. Esa-Pekka Salonen (op 'Igor Stravinsky - Works for Piano and Orchestra'; Sony Classical SK 45797)
- Symphonies & Rehearsals and Talks, opname van de repetities van het Pianoconcert, mei 1964 in New York (opgenomen in de 'Igor Stravinsky Edition', SM2K 46294)